# Reykjavíkurdætur
Reykjavíkurdætur («Hijas de Reikiavik») es una banda de hip-hop islandesa compuesta por mujeres de Reikiavik, la cual fue formada en 2013.

## Historia
Reykjavíkurdætur fue creado en 2013 por Blær Jóhannsdóttir y Kolfinna Nikulásdóttir. Después de contactar con otras mujeres interesadas en rapear, comenzaron a organizar de manera habitual noches de rap femenino abiertas al público en Reikiavik. A partir de ahí, la banda comenzó a formarse como un clan abierto, pero desde entonces se ha convertido en lo que es hoy: una banda de nueve integrantes, con ocho artistas en el escenario a la vez. Cinco de sus miembros actuales han estado en la banda desde que se formó en 2013.
En 2017, se les pidió que llevaran a cabo un espectáculo en el Teatro de la Ciudad de Reikiavik, el cual podía consistir en cualquier cosa que quisieran. Con los antecedentes diversos de las chicas, se les ocurrió “RVKDTR THE SHOW”, una actuación en la que expresaron su experiencia de ser una mujer de "veintitantos" en Islandia. La obra debutó en mayo de 2017 y obtuvo buenas críticas.
En octubre de 2019, la banda empezó a utilizar también como nombre "Daughters of Reykjavík", la traducción al inglés de Reykjavíkurdætur.
La banda lanzó una campaña de crowdfunding a finales de 2013 para grabar y lanzar su primer álbum, RVK DTR.
En 2019, el grupo ganó los premios MME (premios EBBA) en el festival Eurosonic junto con Rosalía y Bishop Briggs. La banda está representada por ATC live y ATC management.
Las artistas lanzaron su álbum, Soft Spot, en abril de 2020. En 2022, el grupo fue anunciado como uno de los participantes del Söngvakeppnin 2022, la final nacional islandesa para el Festival de la Canción de Eurovisión 2022.

## Estilo
Las letras de Reykjavíkurdætur hacen referencia a diferentes temas de la vida en Islandia, especialmente en lo que respecta a las mujeres islandesas. Durante una entrevista en 2016, el grupo habló sobre el aporte que sus canciones pueden tener en la política, las fiestas, el body shaming, la desigualdad de género, el empoderamiento de la mujer y la superación de rupturas sentimentales.
Estas graban la mayoría de sus canciones en islandés, pero también algunas en inglés. En 2022, añadieron que su objetivo como banda es empoderar a las mujeres y las personas no binarias a través de su música.
Escribieron la canción Drusla («Puta») para la Marcha de las Putas islandesas de 2014.

## Discografía
| Año  | Título         | Álbum                               |
| ---- | -------------- | ----------------------------------- |
| 2016 | RVK DTR        | RVK DTR                             |
| 2018 | Shrimpcocktail | Shrimpcocktail                      |
| 2019 | Sweets         | Sweets - Single                     |
| 2020 | Fool's Gold    | Fool's Gold - Single                |
| 2020 | The Podcast    | Daughters Of Reykjavik: The Podcast |